# Collegio di Belfast South
Belfast South è stato un collegio elettorale nordirlandese della Camera dei Comuni del Parlamento del Regno Unito. Eleggeva un membro del Parlamento con il sistema maggioritario a turno unico; il collegio è stato abolito in occasione della revisione periodica del 2024.

## Estensione
- 1950-1974: i ward del County Borough of Belfast di Cromac, Ormeau e Windsor.
- 1974-1983: i ward del County Borough of Belfast di Cromac, Ormeau e Windsor, le divisioni elettorali del distretto di Lisburn di Ardmore, Dunmurry, Finaghy e Upper Malone, e le divisioni elettorali del distretto rurale di Hillsborough di Breda e Edenderry.
- 1983-1997: i ward del distretto di Belfast di Ballynafeigh, Cromac, Donegall, Finaghy, Malone, Ormeau, Rosetta, St George's, Stranmillis, University, Upper Malone, Willowfield e Windsor.
- 1997-2010: i ward del distretto di Belfast di Ballynafeigh, Blackstaff, Botanic, Finaghy, Malone, Musgrave, Ravenhill, Rosetta, Shaftesbury, Stranmillis, Upper Malone, Windsor e Woodstock e i ward del distretto di Castlereagh di Beechill, Cairnshill, Galwally, Knockbracken, Minnowburn e Newtownbreda.
- 2010-2024: i ward del distretto di Belfast di Ballynafeigh, Blackstaff, Botanic, Finaghy, Malone, Musgrave, Ravenhill, Rosetta, Shaftesbury, Stranmillis, Upper Malone, Windsor e Woodstock e i ward del distretto di Castlereagh di Beechill, Cairnshill, Carryduff East, Carryduff West, Galwally, Hillfoot, Knockbracken, Minnowburn, Newtownbreda e Wynchurch.

Il collegio fu creato nel 1922 quando, in seguito alla creazione del Parlamento dell'Irlanda del Nord, il numero dei collegi al Parlamento di Westminster fu drasticamente tagliato. Il collegio è incentrato sui distretti della città di Belfast di Balmoral, Laganbank, Pottinger e contiene parti del distretto di Castlereagh.
Prima delle elezioni generali del 2010, la Boundary Commission aveva proposto di espandere Belfast South all'interno di Castlereagh, prendendo aree attualmente contenute in Strangford e Belfast East. Il DUP si oppose, sostenuto dagli Unionisti dell'Ulster; questo suggerimento della commissione fu uno di quelli che generarono più commenti negativi, in quanto metà dei residenti di Cregagh si oppose allo spostamento.
A seguito di sondaggi locali, la Boundary Commission propose di lasciare il ward di Cregagh in Belfast East, trasferendo invece il ward di Hillfoot. Queste proposte furono presentate come raccomandazioni e furono approvate da un ordine parlamentare. nel 2008.

## Storia
Alla fine del XIX secolo e inizio XX secolo, Belfast South elesse "unionisti ribelli" come William Johnston, che sfidò in maniera plateale un divieto sulle parate arancioni, e Thomas Sloan, fondatore dell'Ordine arancione indipendente.
Belfast South, situata intorno al fiume Lagan, conteneva alcuni di quartieri residenziali più esclusivi di Belfast, come anche la Queen's University Belfast e il tenore generale del collegio era quello della classe media: giovane e cosmopolita verso il centro cittadino, con alcune delle maggiori concentrazioni dell'Irlanda del Nord di studenti e minoranze etniche. Nonostante questo, si trovavano anche aree abitate dalle classi meno abbienti come i Markets, e alcune tenute isolate.
Negli ultimi 20 anni si era assistito a un rapido cambiamento demografico a Belfast, che sembra peraltro continuare. Dal censimento del 2011, Belfast South contava una popolazione cattolica leggermente predominante su quella protestante; Belfast South aveva tradizionalmente una maggioranza unionista, ma il voto nazionalista lo aveva ultimamente sorpassato in elezioni recenti. Vi era stato anche un forte voto per altri partiti, come il Partito dell'Alleanza dell'Irlanda del Nord, il Partito Verde, i Conservatori e la Coalizione delle Donne dell'Irlanda del Nord. Il collegio ha anche visto una serie costante di candidati sostenuti da gruppi che aspirano a supportate il Partito Laburista britannico, nonostante il suo divieto ad organizzarsi nell'Irlanda del Nord. Fino agli anni '90, il principale tema di attenzione è stata la sfida tra candidati unionisti.
Alle elezioni generali del febbraio 1974 il collegio fu conquistato da Robert Bradford del Partito Progressista Unionista di Avanguardia, che si proponeva con un programma contro l'Accordo di Sunningdale insieme al Partito Unionista dell'Ulster (UUP) e al Partito Unionista Democratico (DUP). Sconfisse Rafton Pounder, il deputato unionista in carica, che si proponeva con un programma a favore dell'Accordo. Bradford detenne il seggio per i successivi sette anni, anche se nel febbraio 1978 lui e la parte rimanende di Avanguardia si riunirono con gli Unionisti dell'Ulster. Alla fine del 1981 Bradford fu assassinato dall'IRA a Belfast, mentre incontrava gli abitanti del suo collegio.
La successiva elezione suppletiva attirò l'interesse in quanto ci si attendeva che il DUP avrebbe conquistato il seggio, sulla base del forte rialzo di cui aveva goduto a Belfast North e Belfast East alle elezioni generali del 1979. Il candidato del DUP arrivò tuttavia terzo, dietro Alleanza e dietro il candidato di UUP, Martin Smyth, che ottenne il seggio detenendolo poi fino al 2005. Queste elezioni suppletive furono significative in quanto era la prima volta in cui il vantaggio di DUP era in calo.
Alle elezioni generali del 2001 meno del 50% degli elettori votò per partiti unionisti, e fu la prima volta nella storia; questo fu attribuito a un crollo nel voto per il piccolo Partito Unionista Progressista, oltre alla forte opposizione di Smyth all'Accordo del Venerdì Santo, che si pensa abbia portato molti unionisti pro-Accordo a votare tatticamente per il Partito Social Democratico e Laburista (SDLP).
Nel gennaio 2005 Smyth anununciò che si sarebbe ritirato alle elezioni generali del 2005, generando questioni sul futuro candidato di UUP e sulle conseguenti modifiche alle percentuali di voto al partito. L'UUP scelse Michael McGimpsey, con una selezione molto controversa e aspra. Nel seguito, McGimpsey fu ripudiato da molte figure di punta dell'UUP, incluso Smyth e il leader del partito James Molyneaux. Il DUP scelse Jimmy Spratt e offrì un patto elettorale all'UUP che avrebbe assegnato ad ogni partito un candidato per South Belfast e Fermanagh and South Tyrone, ma l'offerta fu rifiutata dall'UUP.
Alla fine, DUP e UUP si candidarono entrambi in entrambi i collegi, e contribuirono a dividere i voti, mentre il voto nazionalista si concentrò sul SDLP piuttosto che Sinn Féin; alla fine SDLP ottenne il seggio, nonostante la maggioranza dei voti fosse andata a candidati unionisti.
Nel 2010 Sinn Féin scelse di non candidarsi contro il SDLP per evitare di dividere il voto nazionalista; questo sforzo ebbe successo e il SDLP vinse nuovamente con un vantaggio di 6.000 voti. Belfast South fu il seggio in cui il Partito dell'Alleanza ebbe il secondo migliore risultato di sempre, con il 15% dei voti. Alasdair McDonnell riottenne il seggio nel maggio 2015, con solo il 24,5% dei voti, cioè la minore percentuale di sempre nel Regno Unito andata al candidato che ha poi vinto il seggio.
Alle elezioni generali del 2017 il seggio fu conquistato da Emma Little-Pengelly del DUP con Alasdair McDonnell che perse il seggio insieme a tutti gli altri deputati SDLP nell'Irlanda del Nord. Il seggio venne riconquistato dal SDLP alle elezioni del 2019.

## Membri del parlamento
| Elezione | Elezione               | Deputato             | Partito                        |
| -------- | ---------------------- | -------------------- | ------------------------------ |
|          | 1885                   | William Johnston     | Conservatore                   |
|          | 1902 (S)               | Thomas Henry Sloan   | Unionista Indipendente         |
|          | 1910                   | James Chambers       | Unionista dell'Ulster          |
| 1917 (S) | William Arthur Lindsay |                      | Unionista dell'Ulster          |
|          | 1918                   | Collegio abolito     | Collegio abolito               |
|          | 1922                   | Collegio ricreato    | Collegio ricreato              |
|          | 1922                   | Thomas Moles         | Unionista dell'Ulster          |
| 1929     | William Stewart        |                      | Unionista dell'Ulster          |
|          | William Stewart        | 1938                 | Unionista Progressista         |
|          | 1945                   | Conolly Hugh Gage    | Unionista dell'Ulster          |
| 1952 (S) | David Campbell         |                      | Unionista dell'Ulster          |
| 1963 (S) | Rafton Pounder         |                      | Unionista dell'Ulster          |
|          | 1974                   | Robert Bradford      | Avanguardia                    |
|          | 1977                   | Robert Bradford      | Unionista dell'Ulster          |
| 1982 (S) | Martin Smyth           |                      | Unionista dell'Ulster          |
|          | 2005                   | Alasdair McDonnell   | Social Democratico e Laburista |
|          | 2017                   | Emma Little-Pengelly | Unionista Democratico          |
|          | 2019                   | Claire Hanna         | Social Democratico e Laburista |
|          | 2024                   | Collegio abolito     | Collegio abolito               |

## Risultati elettorali

### Elezioni negli anni 2010
| Partito                    | Partito                             | Candidato                  | Risultati 12 dicembre 2019 | Risultati 12 dicembre 2019 |
| Partito                    | Partito                             | Candidato                  | Voti                       | %                          |
| -------------------------- | ----------------------------------- | -------------------------- | -------------------------- | -------------------------- |
|                            | SDLP                                | Claire Hanna               | 27 079                     | 57,19                      |
|                            | DUP                                 | Emma Little-Pengelly       | 11 678                     | 24,66                      |
|                            | Alleanza                            | Paula Bradshaw             | 6 786                      | 14,33                      |
|                            | UUP                                 | Michael Henderson          | 1 259                      | 2,66                       |
|                            | Aontù                               | Chris McHugh               | 550                        | 1,16                       |
|                            |                                     |                            |                            |                            |
| Iscritti                   | Iscritti                            | Iscritti                   | 70 047                     | 100,00                     |
| ↳ Votanti (% su iscritti)  | ↳ Votanti (% su iscritti)           | ↳ Votanti (% su iscritti)  | 47 352                     | 67,60                      |
| ↳ Astenuti (% su iscritti) | ↳ Astenuti (% su iscritti)          | ↳ Astenuti (% su iscritti) | 22 695                     | 32,40                      |
|                            |                                     |                            |                            |                            |
|                            | Esito: collegio passa da DUP a SDLP |                            |                            |                            |

| Partito                    | Partito                             | Candidato                  | Risultati 8 giugno 2017 | Risultati 8 giugno 2017 |
| Partito                    | Partito                             | Candidato                  | Voti                    | %                       |
| -------------------------- | ----------------------------------- | -------------------------- | ----------------------- | ----------------------- |
|                            | DUP                                 | Emma Little-Pengelly       | 13 299                  | 30,43                   |
|                            | SDLP                                | Alasdair McDonnell         | 11 303                  | 25,86                   |
|                            | Alleanza                            | Paula Bradshaw             | 7 946                   | 18,18                   |
|                            | Sinn Féin                           | Máirtín Ó Muilleoir        | 7 143                   | 16,34                   |
|                            | Verdi                               | Clare Bailey               | 2 241                   | 5,13                    |
|                            | UUP                                 | Michael Henderson          | 1 527                   | 3,49                    |
|                            | Conservatori                        | Clare Salier               | 246                     | 0,56                    |
|                            |                                     |                            |                         |                         |
| Iscritti                   | Iscritti                            | Iscritti                   | 66 110                  | 100,00                  |
| ↳ Votanti (% su iscritti)  | ↳ Votanti (% su iscritti)           | ↳ Votanti (% su iscritti)  | 43 705                  | 66,11                   |
| ↳ Astenuti (% su iscritti) | ↳ Astenuti (% su iscritti)          | ↳ Astenuti (% su iscritti) | 22 405                  | 33,89                   |
|                            |                                     |                            |                         |                         |
|                            | Esito: collegio passa da SDLP a DUP |                            |                         |                         |

| Partito                    | Partito                           | Candidato                  | Risultati 7 maggio 2015 | Risultati 7 maggio 2015 |
| Partito                    | Partito                           | Candidato                  | Voti                    | %                       |
| -------------------------- | --------------------------------- | -------------------------- | ----------------------- | ----------------------- |
|                            | SDLP                              | Alasdair McDonnell         | 9 560                   | 24,54                   |
|                            | DUP                               | Jonathan Bell              | 8 654                   | 22,21                   |
|                            | Alleanza                          | Paula Bradshaw             | 6 711                   | 17,23                   |
|                            | Sinn Féin                         | Máirtín Ó Muilleoir        | 5 402                   | 13,87                   |
|                            | UUP                               | Rodney McCune              | 3 549                   | 9,11                    |
|                            | Verdi                             | Clare Bailey               | 2 238                   | 5,74                    |
|                            | UKIP                              | Bob Stoker                 | 1 900                   | 4,88                    |
|                            | Conservatori                      | Ben Manton                 | 582                     | 1,49                    |
|                            | Lavoratori                        | Lily Kerr                  | 361                     | 0,93                    |
|                            |                                   |                            |                         |                         |
| Iscritti                   | Iscritti                          | Iscritti                   | 64 928                  | 100,00                  |
| ↳ Votanti (% su iscritti)  | ↳ Votanti (% su iscritti)         | ↳ Votanti (% su iscritti)  | 38 957                  | 60,00                   |
| ↳ Astenuti (% su iscritti) | ↳ Astenuti (% su iscritti)        | ↳ Astenuti (% su iscritti) | 25 971                  | 40,00                   |
|                            |                                   |                            |                         |                         |
|                            | Esito: collegio confermato a SDLP |                            |                         |                         |

| Partito                    | Partito                           | Candidato                  | Risultati 6 maggio 2010 | Risultati 6 maggio 2010 |
| Partito                    | Partito                           | Candidato                  | Voti                    | %                       |
| -------------------------- | --------------------------------- | -------------------------- | ----------------------- | ----------------------- |
|                            | SDLP                              | Alasdair McDonnell         | 14 026                  | 41,03                   |
|                            | DUP                               | Jimmy Spratt               | 8 100                   | 23,69                   |
|                            | UCU-NF                            | Paula Bradshaw             | 5 910                   | 17,29                   |
|                            | Alleanza                          | Anna Lo                    | 5 114                   | 14,96                   |
|                            | Verdi                             | Adam McGibbon              | 1 036                   | 3,03                    |
|                            |                                   |                            |                         |                         |
| Iscritti                   | Iscritti                          | Iscritti                   | 59 557                  | 100,00                  |
| ↳ Votanti (% su iscritti)  | ↳ Votanti (% su iscritti)         | ↳ Votanti (% su iscritti)  | 34 186                  | 57,40                   |
| ↳ Astenuti (% su iscritti) | ↳ Astenuti (% su iscritti)        | ↳ Astenuti (% su iscritti) | 25 371                  | 42,60                   |
|                            |                                   |                            |                         |                         |
|                            | Esito: collegio confermato a SDLP |                            |                         |                         |

### Elezioni negli anni 2000
| Partito                    | Partito                             | Candidato                  | Risultati 5 maggio 2005 | Risultati 5 maggio 2005 |
| Partito                    | Partito                             | Candidato                  | Voti                    | %                       |
| -------------------------- | ----------------------------------- | -------------------------- | ----------------------- | ----------------------- |
|                            | SDLP                                | Alasdair McDonnell         | 10 339                  | 32,28                   |
|                            | DUP                                 | Jimmy Spratt               | 9 104                   | 28,43                   |
|                            | UUP                                 | Michael McGimpsey          | 7 263                   | 22,68                   |
|                            | Sinn Féin                           | Alex Maskey                | 2 882                   | 9,00                    |
|                            | Alleanza                            | Geraldine Rice             | 2 012                   | 6,28                    |
|                            | Rainbow Dream Ticket                | Lynda Gilby                | 235                     | 0,73                    |
|                            | Lavoratori                          | Paddy Lynn                 | 193                     | 0,60                    |
|                            |                                     |                            |                         |                         |
| Iscritti                   | Iscritti                            | Iscritti                   | 52 677                  | 100,00                  |
| ↳ Votanti (% su iscritti)  | ↳ Votanti (% su iscritti)           | ↳ Votanti (% su iscritti)  | 32 028                  | 60,80                   |
| ↳ Astenuti (% su iscritti) | ↳ Astenuti (% su iscritti)          | ↳ Astenuti (% su iscritti) | 20 649                  | 39,20                   |
|                            |                                     |                            |                         |                         |
|                            | Esito: collegio passa da UUP a SDLP |                            |                         |                         |

| Partito                    | Partito                          | Candidato                  | Risultati 7 giugno 2001 | Risultati 7 giugno 2001 |
| Partito                    | Partito                          | Candidato                  | Voti                    | %                       |
| -------------------------- | -------------------------------- | -------------------------- | ----------------------- | ----------------------- |
|                            | UUP                              | Martin Smyth               | 17 008                  | 44,81                   |
|                            | SDLP                             | Alasdair McDonnell         | 11 609                  | 30,59                   |
|                            | Women Coalition                  | Monica McWilliams          | 2 968                   | 7,82                    |
|                            | Sinn Féin                        | Alex Maskey                | 2 894                   | 7,63                    |
|                            | Alleanza                         | Geraldine Rice             | 2 042                   | 5,38                    |
|                            | Progressista Unionista           | Dawn Purvis                | 1 112                   | 2,93                    |
|                            | Lavoratori                       | Paddy Lynn                 | 204                     | 0,54                    |
|                            | Rainbow Dream Ticket             | Rainbow George Weiss       | 115                     | 0,30                    |
|                            |                                  |                            |                         |                         |
| Iscritti                   | Iscritti                         | Iscritti                   | 59 392                  | 100,00                  |
| ↳ Votanti (% su iscritti)  | ↳ Votanti (% su iscritti)        | ↳ Votanti (% su iscritti)  | 37 952                  | 63,90                   |
| ↳ Astenuti (% su iscritti) | ↳ Astenuti (% su iscritti)       | ↳ Astenuti (% su iscritti) | 21 440                  | 36,10                   |
|                            |                                  |                            |                         |                         |
|                            | Esito: collegio confermato a UUP |                            |                         |                         |

## Risultati dei referendum

### Referendum sulla permanenza del Regno Unito nell'Unione europea del 2016
|                  | Collegio      | Lasciare UE % | Rimanere in UE % |
| ---------------- | ------------- | ------------- | ---------------- |
|                  | Belfast South | 30,50%        | 69,50%           |
| Irlanda del Nord | 44,22%        | 55,78%        |                  |
|                  | Regno Unito   | 51,89%        | 48,11%           |